# Съвършено число
Съвършено число в математиката (на старогръцки: ἀριθμὸς τέλειος) се нарича естествено число, което е равно на сумата от своите по-малки делители (т.е. различни от самото число). Например най-малкото такова число е 6 – делителите му са 1, 2 и 3 и е изпълнено свойството: 1 + 2 + 3 = 6.
Най-малките познати от античността съвършени числа са 6, 28, 496 и 8128.
- За 28 делителите са 1, 2, 4, 7 и 14, така че {\displaystyle 1+2+4+7+14=28}.

По-нататък тъй като естествените числа растат, съвършените числа се срещат все по-рядко.

## От Евклид до Ойлер
Още Евклид в своите „Елементи“ пише, че първите четири съвършени числа могат да се пресметнат по формулата:
{\displaystyle 2^{n-1}(2^{n}-1)},
където {\displaystyle 2^{n}-1} е просто число.
- За n = 2: {\displaystyle 2^{1}(2^{2}-1)} = 6 = 1 + 2 + 3
- За n = 3: {\displaystyle 2^{2}(2^{3}-1)} = 28 = 1 + 2 + 4 + 7 + 14
- За n = 5: {\displaystyle 2^{4}(2^{5}-1)} = 496 = 1 + 2 + 4 + 8 + 16 + 31 + 62 + 124 + 248
- За n = 7: {\displaystyle 2^{6}(2^{7}-1)} = 8128 = 1 + 2 + 4 + 8 + 16 + 32 + 64 + 127 + 254 + 508 + 1016 + 2032 + 4064

Повече от хилядолетие след Евклид Ибн ал-Хайтам (Алхазен) твърди, че всяко четно съвършено число е от вида {\displaystyle 2^{n-1}(2^{n}-1)}, където {\displaystyle 2^{n}-1} е просто число, но не може да докаже този резултат. Едва през XVIII век Леонард Ойлер доказва, че по тази формула се получават всички четни съвършени числа. Тук имаме взаимно еднозначно съответствие между четните съвършени числа и простите мерсенови числа, които са от вида {\displaystyle 2^{n}-1} при просто число n. Този резултат се посочва като теорема на Евклид – Ойлер.

## Съвременно състояние на проблема
До септември 2021 г. са известни само 51 прости мерсенови числа и следователно са известни 51 четни съвършени числа. Те се получават за
n = 2, 3, 5, 7, 13, 17, 19, 31, 61, 89, 107, 127, 521, 607, 1279, 2203, 2281, 3217, 4253, 4423, 9689, 9941, 11 213, 19 937, 21 701, 23 209, 44 497, 86 243, 110 503, 132 049, 216 091, 756 839, 859 433, 1 257 787, 1 398 269, 2 976 221, 3 021 377, 6 972 593, 13 466 917, 20 996 011, 24 036 583, 25 964 951, 30 402 457, 32 582 657...
232 582 656 × (232 582 657 − 1) е с 19 616 714 цифри.
Все още не е известно дали простите мерсенови числа, а съответно и четните съвършени числа са безбройно много или са краен брой. Този математически проблем остава нерешен, въпреки че търсенето на мерсенови числа се извършва с помощта на много мощни компютри.
Освен това всички познати съвършени числа < 1018 са четни, а ако съществуват нечетни, то те следва да са > 101500, без да е известно дали въобще има такива – още един нерешен математически проблем.

## Първите десет съвършени числа
- 6
- 28
- 496
- 8128
- 33 550 336
- 8 589 869 056
- 137 438 691 328
- 2 305 843 008 139 952 128
- 2 658 455 991 569 831 744 654 692 615 953 842 176
- 191 561 942 608 236 107 294 793 378 084 303 638 130 997 321 548 169 216

(последователност A000396 в OEIS)